# Caroline Campbell
Caroline Campbell (Albany, 1980 –) amerikai hegedűművésznő, a Sonus Quartet első hegedűse.
A New York állambeli Albanyban született. Családjával először Hawaiira, majd Nevadába költözött, végül 11-éves korában Palo Altóban telepedtek le. Hároméves korában kezdett hegedülni, míg 1998-ban, a középiskolában eltöltött évfolyamon, a húsz művészeti elnöki növendék közé választották, ez az éves megtisztelő elismerés az amerikai kiemelkedő művészeti hallgatóknak jár. 2004-ben, miután megszerezte a szociológiai mesterfokozatot, elnyerte a Phi Beta Kappa szabad művészeti és tudományos tiszteletdíjat.
Részt vett különféle filmzenék, köztük a Benjamin Button különös élete és a Transformers: A bukottak bosszúja, és a nemzetközi zenei életben olyan művészekkel dolgozott együtt, mint Avenged Sevenfold, Andrea Bocelli, Justin Timberlake, Michael Bublé, Paul McCartney, Barbra Streisand, Paramore, Stjepan Hauser és még sokan mások.
Giuseppe Gagliano 1771-ben készített hangszerén játszik.

## Diszkográfia
- 2011 – Truly, Simply, Deeply

## Fordítás
- Ez a szócikk részben vagy egészben  a   Caroline Campbell című olasz Wikipédia-szócikk ezen változatának fordításán alapul.  Az eredeti cikk szerkesztőit annak laptörténete sorolja fel. Ez a jelzés csupán a megfogalmazás eredetét és a szerzői jogokat jelzi, nem szolgál a cikkben szereplő információk forrásmegjelöléseként.